# Wilkes County (North Carolina)
Wilkes County er et county i den nordvestlige del af North Carolina, USA. Wilkes County har 68.740 indbyggere (2010). Det administrative centrum (county seat) er Wilkesboro.

## Historie
Wilkes County blev oprettet i 1777, af dele af Surry County, der selv var oprettet i 1771 fra Rowan County. Foruden de pågældende dele af Surry County, indgik også dele af det nuværende Washington County i Tennessee i det nye county. (Tennessee var dengang ikke en selvstændig delstat, men et territorium under North Carolinas styre.) Wilkes County fejrer sin årsdag den 15. februar og regner sin eksistens fra 1778, hvor loven om dets oprettelse blev gennemført. Wilkes County er opkaldt efter John Wilkes, en engelsk politiker, der var Lord Mayor (overborgmester) i London, men som mistede posten på grund af sin støtte til de amerikanske kolonister under USA's uafhængighedskrig.
I 1799 blev de nordligste og vestligste dele udskilt og blev til Ashe County. I 1841 blev dele af Wilkes County og Burke County slået sammen og dannede Caldwell County. I 1847 blev endnu nogle dele af Wilkes County slået med sammen med dele af Caldwell County og dele af Iredell County, hvorved Alexander County blev dannet. Endelig i 1849 blev yderligere nogle dele af Wilkes County, Caldwell County, Ashe County og Yancey County slået sammen for at skabe Watauga County. Siden har der forekommet adskillige ændringer af grænserne, men ingen af disse har ført til oprettelsen af nye counties.
Under den amerikanske borgerkrig var flertallet af indbyggerne i Wilkes County unionstilhængere og stemte mod North Carolinas løsrivelse fra unionen. Kun 51 stemte for løsrivelsen, mens 1.890 stemte imod. Befolkningen i de omgivende counties kaldte af samme grund Wilkes County for "Old United States". Man betragtede det demokratiske parti som løsrivelsespartiet, og stemte derfor på den republikanske kandidat, og faktisk er Wilkes County et af de få steder i USA's sydstater, der aldrig har stemt på en demokratisk præsidentkandidat. På trods af unionssympatierne meldte adskillige hundrede mænd fra Wilkes County sig til sydstatshæren, da borgerkrigen brød ud i 1861.
Blandt disse var Thomas C. Dula, der meldte sig som 17-årig i 1862 og blev taget til fange i marts 1865 og indsat i krigsfangelejren på Point Lookout i Maryland. Herfra blev han løsladt i juni 1865, hvorefter han vendte hjem til sin hjemby, Elkville, i Wilkes County. Et år senere blev han anholdt for mordet på Laura Foster, et mord som han senere blev dømt og hængt for. Af grunde, der ikke er helt klare i dag, vakte sagen stor opsigt, også uden for lokalområdet, og landsdækkende aviser så som New York Herald og New York Times sendte journalister til retssag og henrettelse. Tom Dooley blev en legende, og der blev skrevet flere sange om ham, mest kendt er versionen med Kingston Trioen, mens også Frank Proffit og Doc Watson og flere andre har skrevet og indspillet versioner af historien. I 1959 blev der indspillet en film om begivenhederne, "The Legend of Tom Dooley" med Michael Landon og Jo Morrow i hovedrollerne. Teatergrupen Wilkes Playmakers har hver sommer siden 2001 opført forestillingen "Tom Dooley – A Wilkes County Legend" i Wilkesboro.
Under det amerikanske spiritusforbud fra 1920 til 1933 blev Wilkes County hjemstred for adskillige ulovlige spiritusdestillerier, og Wilkes County blev kendt som "Verdens måneskinshovedstad". Selv efter ophævelsen af spiritusforbuddet blev man ved at producere ulovligt hjemmebrændt spiritus i Wilkes County, og helt op til 1950'erne var distribution af ulovlig spiritus til statens større byer en indbringende forretning for unge mænd fra delstaten.
De hyppige biljagter mellem spiritussmuglere og politi var med til at skabe sportsgrenen Stock Car Racing. I 1947 åbnede The North Wilkesboro Speedway, og dette blev den første NASCAR (National Association of Stock Car Auto Racing) bane i USA. Blandt sportens første store helte var Junior Johnson, der vandt 50 sejre. Johnson havde netop begyndt sin karriere som spiritussmugler. Johnson blev udødeliggjort i filmen "The Last American Hero" med Jeff Bridges og Valerie Perrine. Lokale vil vide, at der stadig produceres såkaldt "moonshine" i bjergene i Wilkes County.

## Geografi
Wilkes County dækker et areal på 1.968 km². Det ligger på de østlige skråninger af Blue Ridge Mountains, der er en del af Appalacherne. Den østlige del af Wilkes County ligger i ca. 275 meters højde, mens den vestlige del når op i godt 1.200 meter. Det højeste punkt er Thompkins Knob, der er 1.256 meter. Udløberne af Blue Ridge Mountains udgør den midterste del af Wilkes County, og dettes sydlige grænse er Brushy Mountains. Den største flod i Wilkes County er Yadkin River, der løber gennem countiets centrale del. Tre andre større floder løber ud i Yadkin River i Wilkes County. 6 kilometer vest for Wilkesboro er Yadkin-floden opdæmmet og danner W. Kerr-Scott Reservoir. Søen, der er Wilkes County's største, anvendes primært til rekreative formål.

### Tilgrænsende counties
- Alleghany County (nord)
- Surry County (nordøst)
- Yadkin County (øst)
- Iredell County (sydøst)
- Alexander County (syd)
- Caldwell County (sydvest)
- Watauga County (vest)
- Ashe County (nordvest)

### Bydistrikter og byer
Wilkes County er inddelt i 32 bydistrikter (kommuner). Det grænser op til Alleghany County (mod nord), Surry County (mod nordøst), Yadkin County (mod øst), Iredell County (mod sydøst), Alexander County (mod syd), Caldwell County (mod sydvest), Watauga County (mod vest) og Ashe County (mod nordvest)
Wilkes County har 3 større byområder, North Wilkesboro (5.116 indbyggere), Wilkesboro (3.158 indbyggere) og Ronda (560 indbyggere) foruden en lang række meget små bebyggelser.

### Vin
Wilkes County er en del af Yadkin Valley AVA, en af USA's ca. 238 (2016) anerkendte appellationer (American Viticultural Area = AVA), og et af de fire anerkendte AVA i North Carolina.

## Befolkning
Befolkningen udgjorde i 2010 68.740 indbyggere, og Wilkes County har en befolkningstæthed på 36/km². 91 % af befolkningen er hvide, 4 % af afrikansk oprindelse, og 5 % af andre racer. Kun 0,2 % af befolkningen udgøres af oprindelige amerikanere, som tidligere kontrollerede hele Wilkes County.
Gennemsnitsindkomsten var ca. $30.000 for mænd og $26.000 for kvinder. Knap 21 % af befolkningen lever under USA's fattigdomsgrænse.

## Forretningsliv og kultur
På trods af at Wilkes County kun har en forholdsvis lille befolkning, og mest er landlige områder, har en del industrier deres oprindelse her. Det gælder blandt andet USA's næststørste møbelforretningskæde "Lowe's Home Improvement Stores", fødevarekæden "Lowes Food", The Carolina Mirror Company (tidligere USA's største producent af spejle), Holly Farms, en af USA's største fjerkræproducenter og Wilkes County er hjemsted for adskillige møbel- og tekstilvirksomheder selv om en del af disse er nedlagt og produktionen flyttet til Latinamerika og Asien.
Siden 1988 har byen været vært for MerleFest Music Festival. Dette er USA's største bluegrass og folkemusik festival. Den var grundlagt af og blev indtil dennes død i 2012 ledet og sponseret af musikeren og guitaristen Doc Watson, og den samler hvert år omkring 85.000 tilhørere. Festivalen finder sted på Wilkes Community College i Wilkesboro og i North Wilkesboro afholdes den årlige Brushy Mountain Apple Festival, der tiltrækker omkring 160.000 deltagere hvert år.

## Kendte indbyggere i Wilkes County
- Christopher Gist (1706 – 1759), opdagelsesrejsende, nybygger, farfar til Sequoyah
- Daniel Boone (1734 – 1820), pioner og opdagelsesrejsende, boede i Wilkes County i en årrække. En kopi af hans hytte er udstillet på Whippoorwill Academy and Village nær bebyggelsen Ferguson, 20 km vest for Wilkesboro.
- Benjamin Cleveland (1738 – 1806), oberst i North Carolinas milits under USA's Uafhængighedskrig.
- William Lenoir (1751 – 1839), general under uafhængighedskrigen, opdagelsesrejsende og første rektor for University of North Carolina i Chapel Hill.
- Chang og Eng Bunker (1811 til 1874), de oprindelige siamesiske tvillinger slog sig ned i Wilkes County i 1850'erne og boede her til deres død. De giftede sig med to søstre og fik henholdsdvis 10 og 11 børn.
- James B. Gordon (1822 – 1864), general i sydstatshæren under den amerikanske borgerkrig.
- Thomas C .Dula (1844 – 1868), dømt for modet på Laura Foster og hængt i Statesville i Iredell County 1. maj 1868. "Hovedperson" i sangen "The Ballad of Tom Dooley" med Kingston Trioen fra 1958.
- Robert Byrd (1917 – 2010), medlem af USA's senat siden 1959. Han var den senator, der havde været medlem af senatet længst, og var ved sin død den ældste senator. Han var President pro tempore of the United States Senate (nærmest: Formand), hvilket gjorde ham nummer tre i "arvefølgen" som præsident i USA efter vicepræsidenten og formanden for Repræsentanternes Hus.
- Junior Johnson (1931 – ), spiritussmugler og NASCAR motorsportskører med over 50 NASCAR sejre.

## Eksterne links
- GoWilkes.com Hjemmeside for Wilkes County
- Officiel hjemmeside for MerleFest Musikfestival
- Hjemmeside for Wilkes Playmakers
- The Wilkes County Handelskammer
- Whippoorwill Academy and Village Arkiveret 9. maj 2007 hos  Wayback Machine

36°12′N 81°10′V / 36.2°N 81.17°V